# Santo Tomás, Ocosingo kommun
Santo Tomás är en ort i Mexiko.   Den ligger i kommunen Ocosingo och delstaten Chiapas, i den sydöstra delen av landet, 900 km öster om huvudstaden Mexico City. Santo Tomás ligger 681 meter över havet och antalet invånare är 663.
Terrängen runt Santo Tomás är kuperad åt sydost, men åt nordväst är den bergig. Santo Tomás ligger nere i en dal. Runt Santo Tomás är det glesbefolkat, med 16 invånare per kvadratkilometer. Närmaste större samhälle är Taniperla, 11,3 km norr om Santo Tomás. I omgivningarna runt Santo Tomás växer i huvudsak städsegrön lövskog.